# Urmas Kruuse

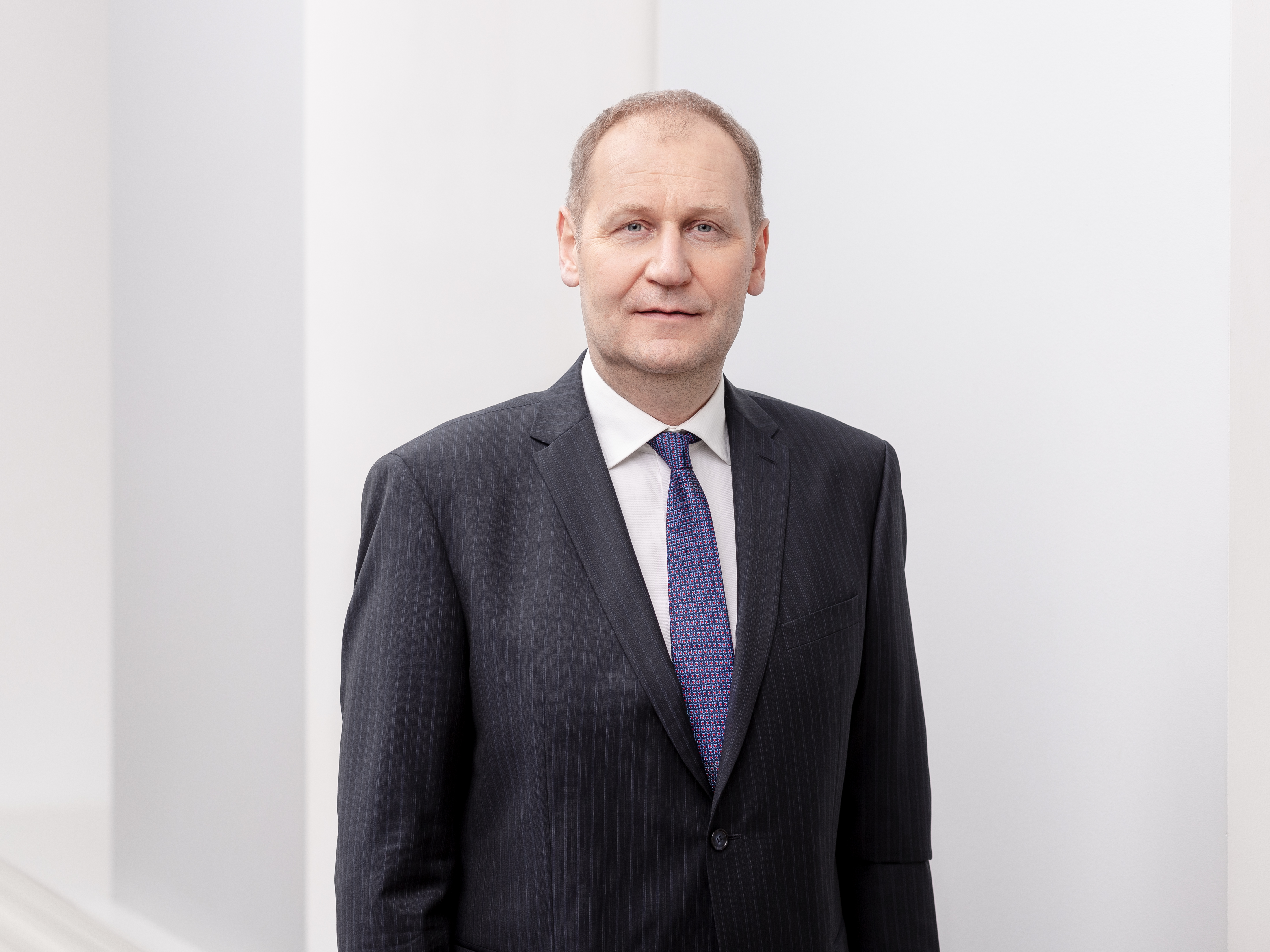
Urmas Kruuse (2021)

Urmas Kruuse (* 14. Juli 1965 in Elva, Estnische SSR) ist ein estnischer Politiker. Er gehört seit 2002 der liberalen Reformpartei an. Vom 9. April 2015 bis zum 23. November 2016 war Kruuse im Kabinett von Ministerpräsident Taavi Rõivas Minister für ländliche Entwicklung. Dasselbe Ministeramt hatte Kruuse vom 26. Januar 2021 bis 17. April 2023 in den Regierungen seiner Parteifreundin Kaja Kallas inne (Kabinett K. Kallas I und Kabinett K. Kallas II).

## Leben

### Frühe Jahre
Urmas Kruuse wurde als Sohn von Ülo und Jolanda Kruuse (geb. Saul) in der südestnischen Kleinstadt Elva geboren. Dort besuchte er bis 1983 die örtliche Schule. Nach Wiedererlangung der estnischen Unabhängigkeit studierte Kruuse bis 2004 Wirtschaftsmanagement an der privaten Hochschule International University Audentes in Tallinn.
Von 1985 bis 1994 war Urmas Kruuse als freiberuflicher Musiker tätig, zunächst mit der Band Risk, in der auch sein Bruder Enn Kruuse spielte. Ab 1990 war er mit der Urmas Kruuse Band erfolgreich. Von 1997 bis 2002 war Kruuse in der freien Wirtschaft tätig.

### Politik

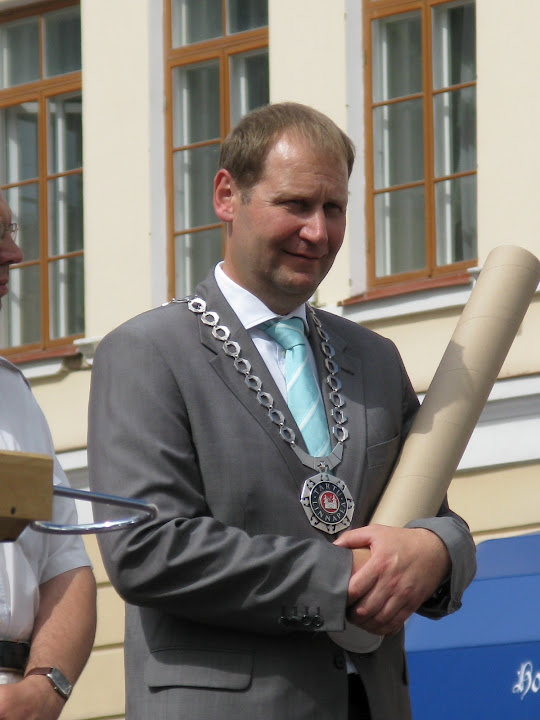
Kruuse als Bürgermeister von Tartu (2012)

Von 1999 bis 2002 war Kruuse Mitglied des Stadtrats von Elva. Von 2002 bis April 2007 war Kruuse Bürgermeister seiner Heimatstadt Elva. Von 2007 bis 2014 bekleidete er das Amt des Oberbürgermeisters der zweitgrößten estnischen Stadt Tartu. Von 2007 bis 2010 war Kruuse Vorstandsvorsitzender des Estnischen Städtetags (Eesti Linnade Liit).
Vom 26. März 2014 bis 9. April 2015 war Urmas Kruuse Minister für Gesundheit und Arbeit in der sozialliberalen Koalitionsregierung unter Ministerpräsident Taavi Rõivas. Vom 9. April 2015 bis zum 23. November 2016 war Kruuse im zweiten Kabinett von Ministerpräsident Rõivas Minister für ländliche Entwicklung. Anschließend zog Kruuse als Abgeordneter in das estnische Parlament ein.
Am 26. Januar 2021 wurde Kruuse erneut Minister für ländliche Entwicklung, dieses Mal in der Koalitionsregierung unter seiner Parteikollegin Ministerpräsidentin Kaja Kallas. Er behielt sein Amt auch in der zweiten Koalitionsregierung von Ministerpräsidentin Kallas bei, die vom 18. Juli 2022 bis 17. April 2023 amtierte.

### Privates
Urmas Kruuse ist mit Katrin Kruuse verheiratet. Das Paar hat sechs Kinder. 2010 erhielt Kruuse vom Estnischen Frauenbund den Titel „Vater des Jahres“ verliehen.